# Ad-Dali
Ad-Dali (arap. الضالع) je grad na jugozapadu Jemena, udaljen je oko 80 km sjeverno od luke Aden. Grad ima oko 17.139 stanovnika i leži na nadmorskoj visini od 1500 m.
Ad-Dali je glavni grad jemenske muhafaze (pokrajine) Ad-Dali od 470.460 stanovnika. U prošlosti je bio sjedište Emirat Dala (arap. الأميري), koji je bio dijelom britanskog Protektorata Aden, pa potom Federacije Arapskih Emirata Juga.
1967. godine, Emirat Dali je ukinut i uključen u novoproglašenu državu Republiku Južni Jemen, koja se 1990. ujedinila Sjevernim Jemenom u zajedničku državu Republiku Jemen.